# Jean-Eudes Aholou
Jean-Eudes Aholou, né le 20 mars 1994 à Yopougon, en Côte d'Ivoire, est un footballeur international ivoirien qui évolue au poste de milieu défensif au Umm-Salal SC.

## Biographie

### Carrière en club
Formé au LOSC, avec qui il signe son premier contrat professionnel en 2014, Aholou ne dispute aucun match en équipe première et reste cantonné à l'équipe réserve du club. 
Au terme de son contrat, il rejoint gratuitement l'US Orléans, évoluant en National, en juillet 2015. Sous les couleurs orléanaises, il contribue à la deuxième place du club en championnat et sa promotion en Ligue 2 à l'issue de la saison 2015-2016.
Après avoir disputé la première moitié de la saison 2016-2017 et découvert la Ligue 2 avec l'USO, Aholou rejoint le RC Strasbourg le 16 janvier 2017.  Après six mois au club, il est champion de Ligue 2 et découvre la saison suivante la Ligue 1.
Le 24 juillet 2018, il s'engage pour cinq ans avec l'AS Monaco. En difficulté lors de sa première saison, il est prêté l'été suivant à l'AS Saint-Étienne. L'année suivante, il est prêté sans option d'achat au RC Strasbourg. Son prêt est renouvelé la saison suivante avant de signer définitivement son retour dans le club alsacien.
Le 24 juin 2024, il signe au SCO Angers. Alors qu'il a signé pour deux ans, il y passe une saison avant de résilier son contrat d'un commun accord.

### Carrière internationale
Dans les catégories jeunes, Aholou représente la Côte d'Ivoire au niveau des moins de 17 ans et des moins de 23 ans. Il prend ainsi part aux quatre matchs de l'équipe ivoirienne au Mondial des moins de 17 ans en 2011 ainsi qu'au Tournoi de Toulon de 2015.
D'origine togolaise par son père, il choisit de jouer pour la Côte d'Ivoire et fête sa première sélection A le 24 mars 2018 lors d'un match nul (2-2) face au Togo.

## Statistiques
| Saison                | Club                    | Championnat           | Championnat | Championnat | Coupe nationale | Coupe nationale | Coupe de la Ligue | Coupe de la Ligue | Supercoupe | Supercoupe | Compétition(s) continentale(s) | Compétition(s) continentale(s) | Compétition(s) continentale(s) | Total | Total |
| Saison                | Club                    | Division              | M.          | B.          | M.              | B.              | M.                | B.                | M.         | B.         | Comp.                          | M.                             | B.                             | M.    | B.    |
| 2015-2016             | US Orléans              | National              | 32          | 2           | 3               | 0               | 1                 | 0                 | -          | -          | -                              | -                              | -                              | 36    | 2     |
| 2016-2017             | US Orléans              | Ligue 2               | 20          | 3           | 1               | 0               | 2                 | 0                 | -          | -          | -                              | -                              | -                              | 23    | 3     |
| Sous-total            | Sous-total              | Sous-total            | 52          | 5           | 4               | 0               | 3                 | 0                 | -          | -          | -                              | -                              | -                              | 59    | 5     |
| 2016-2017             | RC Strasbourg           | Ligue 2               | 15          | 0           | 2               | 0               | -                 | -                 | -          | -          | -                              | -                              | -                              | 17    | 0     |
| 2017-2018             | RC Strasbourg           | Ligue 1               | 35          | 5           | 3               | 0               | 2                 | 0                 | -          | -          | -                              | -                              | -                              | 40    | 5     |
| Sous-total            | Sous-total              | Sous-total            | 50          | 5           | 5               | 0               | 2                 | 0                 | -          | -          | -                              | -                              | -                              | 57    | 5     |
| 2018-2019             | AS Monaco               | Ligue 1               | 17          | 0           | -               | -               | -                 | -                 | 1          | 0          | C1                             | 3                              | 0                              | 21    | 0     |
| 2020-2021             | AS Monaco               | Ligue 1               | 2           | 0           | -               | -               | -                 | -                 | -          | -          | -                              | -                              | -                              | 2     | 0     |
| Sous-total            | Sous-total              | Sous-total            | 19          | 0           | -               | -               | -                 | -                 | 1          | 0          | -                              | 3                              | 0                              | 23    | 0     |
| 2019-2020             | AS Saint-Étienne (prêt) | Ligue 1               | 11          | 1           | 2               | 0               | -                 | -                 | -          | -          | C3                             | 4                              | 0                              | 17    | 1     |
| 2020-2021             | RC Strasbourg (prêt)    | Ligue 1               | 27          | 2           | 1               | 0               | -                 | -                 | -          | -          | -                              | -                              | -                              | 28    | 2     |
| 2021-2022             | RC Strasbourg (prêt)    | Ligue 1               | 25          | 1           | 1               | 0               | -                 | -                 | -          | -          | -                              | -                              | -                              | 26    | 1     |
| 2022-2023             | RC Strasbourg           | Ligue 1               | 30          | 3           | -               | -               | -                 | -                 | -          | -          | -                              | -                              | -                              | 30    | 3     |
| Sous-total            | Sous-total              | Sous-total            | 82          | 6           | 2               | 0               | -                 | -                 | -          | -          | -                              | -                              | -                              | 84    | 6     |
| 2024-2025             | Angers SCO              | Ligue 1               | 26          | 2           | 3               | 0               | -                 | -                 | -          | -          | -                              | -                              | -                              | 29    | 2     |
| Total sur la carrière | Total sur la carrière   | Total sur la carrière | 240         | 19          | 16              | 0               | 5                 | 0                 | 1          | 0          | -                              | 7                              | 0                              | 269   | 19    |

## En équipe nationale
| Saison                | Sélection             | Phases finales        | Phases finales | Phases finales | Phases finales | Éliminatoires | Éliminatoires | Éliminatoires | Matchs amicaux | Matchs amicaux | Matchs amicaux | Total | Total | Total |
| Saison                | Sélection             | Compétition           | M              | B              | Pd             | M             | B             | Pd            | M              | B              | Pd             | M     | B     | Pd    |
| --------------------- | --------------------- | --------------------- | -------------- | -------------- | -------------- | ------------- | ------------- | ------------- | -------------- | -------------- | -------------- | ----- | ----- | ----- |
| 2017-2018             | Côte d'Ivoire         | -                     | -              | -              | -              | -             | -             | -             | 2              | 0              | 0              | 2     | 0     | 0     |
| 2022-2023             | Côte d'Ivoire         | -                     | -              | -              | -              | 2             | 0             | 0             | -              | -              | -              | 2     | 0     | 0     |
| 2024-2025             | Côte d'Ivoire         | -                     | -              | -              | -              | 3             | 0             | 0             | -              | -              | -              | 3     | 0     | 0     |
| Total sur la carrière | Total sur la carrière | Total sur la carrière | -              | -              | -              | 5             | 0             | 0             | 2              | 0              | 0              | 7     | 0     | 0     |

### Liste des matchs internationaux
| Matchs internationaux de Jean-Eudes Aholou | Matchs internationaux de Jean-Eudes Aholou | Matchs internationaux de Jean-Eudes Aholou | Matchs internationaux de Jean-Eudes Aholou | Matchs internationaux de Jean-Eudes Aholou | Matchs internationaux de Jean-Eudes Aholou | Matchs internationaux de Jean-Eudes Aholou                       |
|                                            | Date                                       | Lieu                                       | Adversaire                                 | Résultat                                   | Compétition                                | Notes                                                            |
| ------------------------------------------ | ------------------------------------------ | ------------------------------------------ | ------------------------------------------ | ------------------------------------------ | ------------------------------------------ | ---------------------------------------------------------------- |
| 1.                                         | 24 mars 2018                               | Stade Pierre-Brisson, Beauvais, France     | Togo                                       | 2 - 2                                      | Match amical                               | Entre en jeu à la place de Franck Kessié à la 75e minute de jeu. |
| 2.                                         | 27 mars 2018                               | Stade Pierre-Brisson, Beauvais, France     | Moldavie                                   | 2 - 1                                      | Match amical                               | Titulaire.                                                       |

## Palmarès
Aholou est vice-champion de National avec l'US Orléans en 2016 avant d'être champion de Ligue 2 l'année suivante avec le RC Strasbourg.
Sous les couleurs de l'AS Monaco, il est finaliste du Trophée des champions 2018.

## Voir Aussi
- Euloge Ahodikpe
- Emmanuel Adebayor
- Jean-Paul Abalo